# Daiki Tamori
Daiki Tamori (født 5. august 1983) er en japansk fodboldspiller.